# Радовье
Радовье — деревня в Плюсском районе Псковской области России. Входит в состав городского поселения Плюсса.

## География
Деревня находится в северо-восточной части Псковской области, в зоне хвойно-широколиственных лесов, на левом берегу реки Низкой, на расстоянии примерно 8 километров (по прямой) к западу от Плюссы, административного центра района.

### Климат
Климат характеризуется как умеренно континентальный, с продолжительной снежной зимой и относительно коротким, но тёплым летом. Среднегодовая температура — 4,4 °C. Средняя температура воздуха самого тёплого месяца (июля) — 17,4 °C (абсолютный максимум — 33 °C); самого холодного (января) — −7,7 °C (абсолютный минимум — −41 °C). Среднегодовое количество осадков — 684 мм, из которых 447 мм выпадает в период с апреля по октябрь.

### Часовой пояс
Деревня Радовье, как и вся Псковская область, находится в часовой зоне МСК (московское время). Смещение применяемого времени относительно UTC составляет +3:00.

## Население
| 2001 | 2002 | 2010 |
| ---- | ---- | ---- |
| 4    | ↘0   | →0   |